# Joseph Flüggen

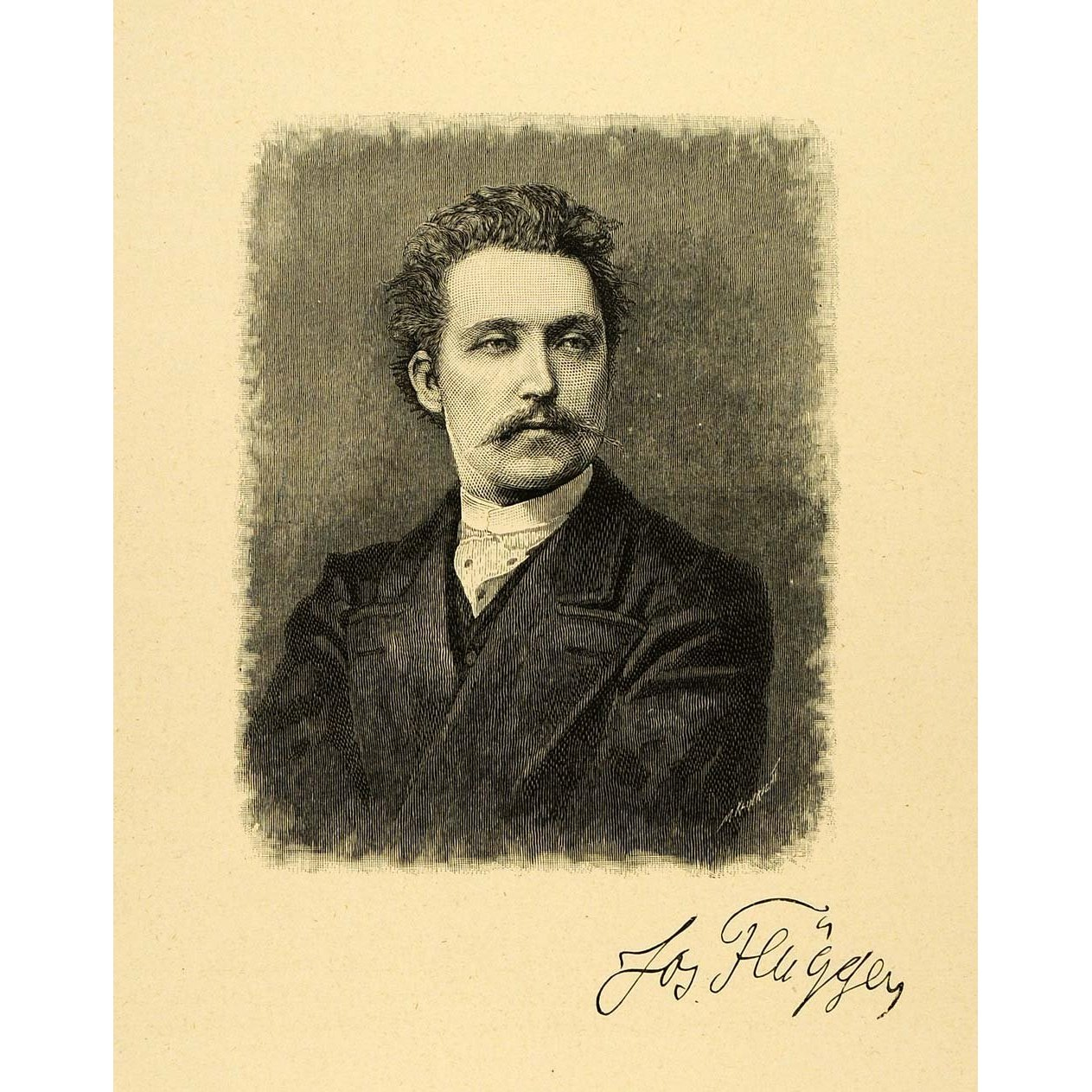
Joseph Flüggen.

Joseph Eduard Flüggen, född den 3 april 1842 i München, död den 3 november 1906, var en tysk historie- och porträttmålare. Han var son Gisbert Flüggen.
Flüggen studerade först hos sin far, sedan hos Piloty och utbildade sig vidare genom besök i Paris, London, Bryssel och Antwerpen, i vilken stad han tillägnade sig åtskilligt av Leys manér. Flüggens porträtt utmärks av fin modellering och säker behandling. Bland hans arbeten bör endast nämnas Milton, dikterande "Det förlorade paradiset", Lantgrevinnan Margareta tar farväl av sina barn samt tavlan till Uhlands dikt Der Wirthin Töchterlein (1869).